# ياكوب فوغر
|  | يجري الآن نقاش حول نقل صفحة ياكوب فوغر إلى جاكوب فوغر. جار التوصل إلى اتفاق بشأن النقل في صفحة طلبات النقل. |

ياكوب فوغر Jacob Fugger (ولد في 6 مارس 1459 – 30 ديسمبر 1525), ويعرف أحياناً باسم جاكوب فوغر الثري, كان مصرفياً ألمانياً وعضو أسرة فوغر. فوغر افتتح عصر الرأسمالية ونمو الاحتكارات الخاصة وسيطرة رجال الأعمال بأموالهم على السادة الإقطاعيين الذين يملكون الأرض. 

## النشأة
ولد فوغر في مدينة آوغسبورغ الشوابية في الامبراطورية الرومانية المقدسة. 
ولقد أصبح جوهان فوجر، وهو ابن نساج، تاجراً للمنسوجات وترك عند وفاته عام 1409 ثروة صغيرة من 3.000 فلورين (75.000 دولار) وتوسع ابنه جاكوب في العمل وعندما مات 1469 ترك ثروة تعد السابعة بين الثروات في آوغسبورغ، واستطاع أولريخ وجاكوب الثاني أبناء جاكوب أن يرقوا بالمؤسسة إلى مكان الصدارة بتقديم المال إلى الأمراء في ألمانيا والنمسا والمجر، وذلك في مقابل الحصول على دخول المناجم أو الأراضي أو المدن. ومن هذه الاستثمارات التي تعتمد على المضاربة جمع آل فوجر أرباحاً فاحشة وما أن عام 1500 حتى كانوا أغنى أسرة في أوروبا.

## الظروف المحيطة
في وقت كانت ألمانيا تخطو فيه أولى خطواتها في عالم التجارة والصناعة حيث كانت الصناعات اليدوية هي المتواجدة في البلاد، وفي ظل سيطرة رجال الأعمال الذين يقدمون المواد الخام ويقومون بعد ذلك بشراء المنتجات من الصناع ويقومون بعد ذلك بعملية تسويقها وبيعها. وكانت صناعة التعدين قد بدأت في النهوض وجنيت أرباح عظيمة من استخراج الفضة والنحاس والذهب، وأصبحت سبيكة الذهب أو الفضة عندئذ وسيلة لاختزان الثروة، ومكنت حقوق التعدين لأمراء الأقاليم- وبخاصة أمير ساكسونيا وكان يحمي لوثر- مكنت بعضهم من مقاومة البابا والإمبراطور معاً. وسكت نقود فضية يعتمد عليها وتضاعف عدد النقد وتم أو كاد التوصل إلى اقتصاد يرتكز على النقد، وأصبحت حيازة سبيكة فضية أمراً شائعا في الطبقتين الوسطى والعليا، وعرضت بعض الأسر مناضد أو مقاعد من الفضة وتراكمت في الكنائس الألمانية، أوعية وكئوس قداس وجفان بل وتماثيل من الفضة أو الذهب، وجعلت الأمراء يميلون إلى إصلاح ديني يسمح لهم بتصفية الثروة الكنسية. وقد تعجب أنياس سيلفيوس عام 1458 عندما رأى أصحاب حانات في ألمانيا يقدمون بانتظام الشراب في كئوس فضية وتساءل: "أية امرأة، لا بين طبقة النبلاء فحسب بل بين طبقات الدهماء، لا تتألق بالتحلي بالذهب؟ الممولون الآن قوة سياسية عظيمة، واستبدل بمقرضي النقود من اليهود مؤسسات تديرها عائلات مسيحية من آل ولزين وآل هوخستتر وآل فوغر، وكلهم من أرجسبورج وكانت عاصمة المال في العالم المسيحي في نهاية القرن الخامس عشر. 

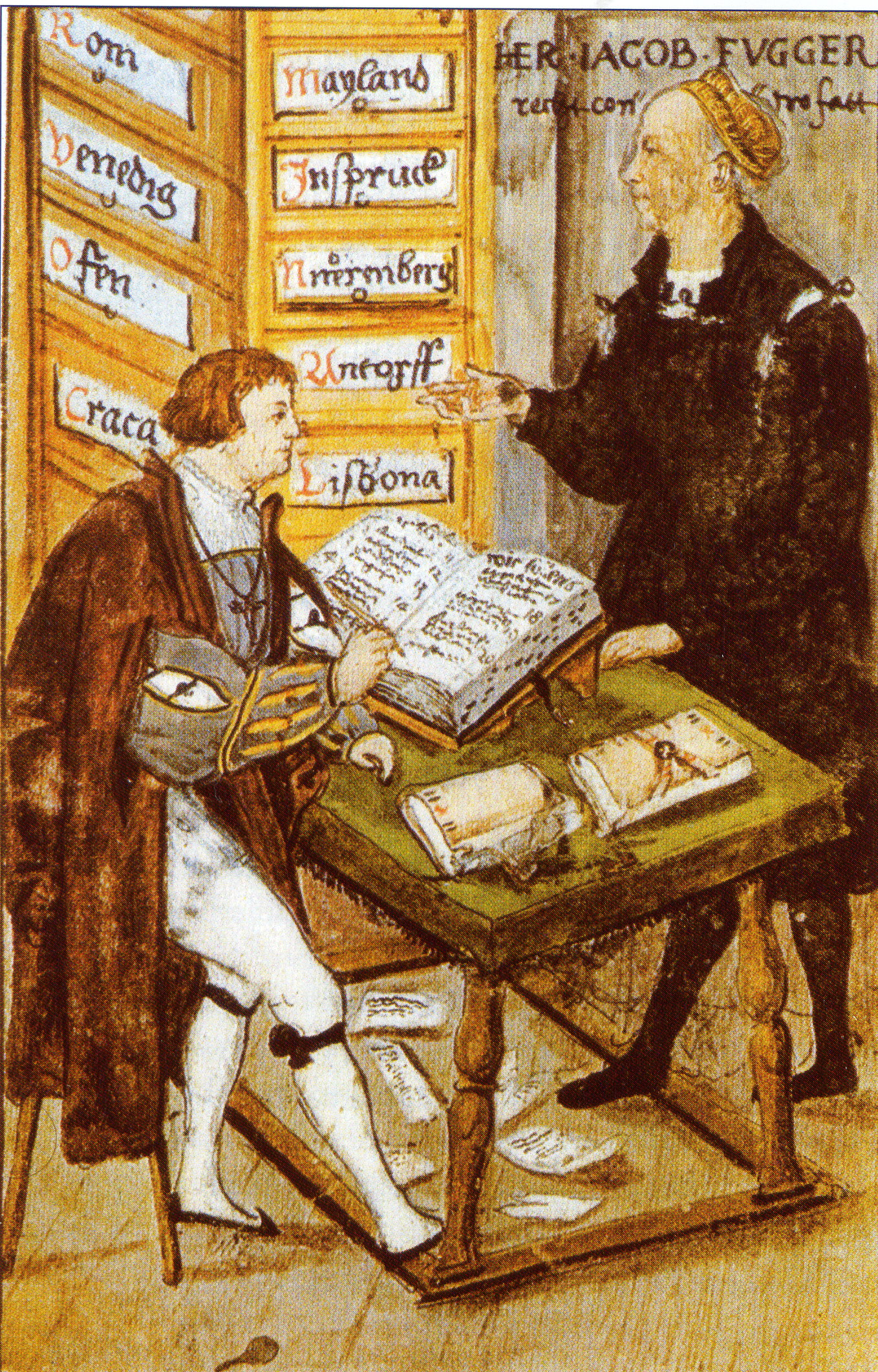
جاكوب في عمله سنة 1517

## ياكوب كبير آل فوغر
كان جاكوب الثاني عبقري الأسرة لا يبارى، فقد كان مقداماً قاسياً مجداً. ودرب نفسه، على طريقة الرواقيين، بدراسة كل مرحلة من مراحل العمل وكل تقدم في مسك الدفاتر والصناعة والمتاجرة والتمويل. وطالب فرد من آل فوجر في سبيل مصلحة الأسرة وأسس المبدأ القائل بألا سلطة لأحد في المؤسسة سوى فرد من آل فوجر ولم يسمح لعلاقاته السياسية بالتأثير في قروضه. وكون اتحادات مع المؤسسات الأخرى للتحكم في سعر المنتجات المختلفة ومبيعاتها، ولذلك عقد عام 1498 هو وأخوته اتفاقاً مع تجار آوغسبورغ يقضي «بتضييق الخناق» على سوق البندقية في النحاس ورفع السعر. وفي عام 1488 أقرضت الأسرة 15.000 فلورين للأرشيدوق سجيسموند النمساوي وتسلمت ضمانا للقرض كامل إنتاج مناجم الفضة في شفارتر إلى أن يتم سداد القرض. وفي عام 1492 اتفق آل فوجر مع آل تورزوس من كراكا وعلى قيام اتحاد (كارتل) لاستغلال مناجم الفضة والنحاس في المجر وللحفاظ على «أعلى سعر ممكن» للمنتجات، وما أن حل عام 1501 حتى كان آل فوجر يقومون بمشروعات واسعة للتعدين في ألمانيا والنمسا والمجر وبوهيميا وإسبانيا. وعلاوة على هذا فإنهم استوردوا المنسوجات وصنعوها وتاجروا في الأقمشة الحريرية والقطيفة والفراء والتوابل وثمار الليمون والذخائر والمجوهرات ونظموا نقلا سريعا وخدمة بريدية خاصة، وما أن حل عام 1511 وأصبح جاكوب الثاني المدير الوحيد للمؤسسة حتى كانت أصولها قد وصلت إلى 196,791 جيلدر، وفي عام 1527 (بعد عامين من وفاه) قدر رأسمالها بمبلغ 2.021.202 جيلدر (50.000.000 دولار)- بواقع ربح سنوي قدره خمسون في المائة خلال ستة عشر عاماً.
ولقد حصل جانب من هذا الربح من علاقات آل فوجر بالأباطرة آل هابسبورغ في القرن السادس عشر بفضل قروض آل فوجر وعلى الرغم من أن جاكوب لم يعبأ بتحديد الكنيسة للفوائد ومحاولات رجال الكنيسة أن يحددوا «ثمنا عادلا» لسلع المستهلكين فإنه ظل كاثوليكياً، وقدم القروض لرجال الدين للوفاء بنفقات ترقيتهم، وحصل مع أولريخ (عام 1494) على حق إدارة أموال البابا في ألمانيا واسكنديناوة وبوهيميا والمجر، وكان جاكوب فوجر في السنوات الأخيرة من عمره مواطناً مبجلاً ومكروهاً في ألمانيا، وهاجمه بعض الكاثوليكيين باعتباره مرابياً كما هاجمه بعض النبلاء بسبب رشوته لهم للظفر بمنصب أو نفوذ، وبعض التجار لاحتكاراته التي أثارت حسدهم، وسخط عليه كثير من العمال لإلغائه لوائح التجارة والمال في العصور الوسطى، ومعظم البروتستانت لتصديره الأموال الألمانية إلى البابوات. ولكن الأباطرة والملوك والأمراء والبطاركة بعثوا له بالرسل وخاطبوه كأنه أحد الحكام ورسم دورر وبورجكمير وهولبين الكبير صورة شخصية له بدا فيها رجلا واقعيا بسيطا صارما. وأنعم عليه ماكسمليان بلقب كونت الإمبراطورية، وحاول جاكوب أن يكفر عما ارتكبه من خطايا لجمع ثروته ببناء 106 منزلا للفقراء من الكاثوليك بآوغسبورغ، وأنشأ معبداً صغيرا في الكنيسة سانت آنا لتدفن فيه رفاته ومات بوسط جو مضمخ بالقداسة وخلف ملايين الجيلدرات، ولم يعقب ذرية فقد حرمته الحياة أعظم عطاياها.

## انتخاب شارل الخامس
فوغر أعطى شارلكان الأموال اللازمة لرشوة سبعة منتخِبين لينصبوه امبراطور الروماني المقدس في 1519. في المقابل شارل الخامس أنعم على الأسرة بالنبالة ومنحها حقوقاً سيادية على أراضيهم، بما فيها صك عملتهم الخاصة. جاكوب نجح أيضاً في الحصول على حق بيع صكوك الغفران البابوية، مما ضاعف ثرواته، التي كانت هائلة قبل ذلك، عشرة أضعاف.
ويمكننا أن نقول إنه هو الوحيد الذي افتتح عصر الرأسمالية ونمو الاحتكارات الخاصة وسيطرة رجال الأعمال بأموالهم على السادة الإقطاعيين الذين يملكون الأرض، وكان التعدين وصناعة المنسوجات يرتكزان على أنظمة رأسمالية أي يشرف عليهما من يقدمون رأس المال- في نهاية القرن الخامس عشر، على نسق زعامة الفلاندرز وإيطاليا في صناعة المنسوجات قبل ذلك بمائة عام.

## الاحتكار
كان الرأي السائد في العصور الوسطى هو أن الملكية الفردية وديعة عامة إلى حد ما: فحقوق المالك تحددها احتياجات الجماعة التي أتاح نظامها له الفرص والتسهيلات والحماية. وربما في ظل القانون الروماني- وكان قد حجب وقتذاك الفقه الألماني- بدأ المالك يرى أن ملكيته مطلقة وشعر بأن له الحق في أن يفعل بملكه ما يشاء. ولذلك لم يبد من الخطأ لآل فوغر وآل هوخشتتر وغيرهم من «أمراء التجار» أن (يضيقوا الخناق) على إنتاج ثم يرفعوا سعره أو يكونوا اتحادات (كارتلات) لتحديد الناتج والتحكم في التجارة أو أن يمارسوا الاستثمارات بحيث يغشون صغار حاملي الأسهم. وفي عديد من الأمثلة نجد تاجرا يضع وكلاءه على أبواب المدينة ومعهم أوامر بأن يشتروا كل البضائع الواردة من صنف معين حتى يبيعها بالسعر الذي يفرضه في المدينة. وقد اشترى أمبروز هوخشتتر كل ما أمكن الحصول عليه من الزئبق ثم رفع سعر بيع التجزئة بمقدار 75 في المائة. واشترت شركة ألمانية فلفلا من ملك البرتغال بمبلغ 600.000 جيلدر بسعر يزيد على السعر العادي على شريطة أن يتقاضى الملك سعراً أعلى من كل مستوردي الفلفل من البرتغال إلى ألمانيا. وعن طريق هذه الاتفاقات والاحتكارات من ناحية، وعن طريق تزايد الثروة وزيادة الطلب على البضائع من ناحية من أوروبا الوسطى وأمريكا ارتفعت الأسعار بين عامي 1480 و 1520 بسرعة لا نظير لها إلا في قرننا هذا. وقال لوثر شاكياً: «في خلال زمن قصير وبسبب الربا والشح أصبح من كان في وسعه سابقا أن يعيش بمبلغ مائة جيلدر لا يستطيع الآن أن يعيش بمبلغ مائتين». وهي حكاية رويت أكثر من مرتين.

## الحياة السياسية والاقتصادية
شهدت العصور الوسطى تفاوتا شاسعاً في السلطة السياسية، وأضاف عصر آل فوجر الجديد تباينا اقتصاديا لم تعرفه أوروبا منذ عهد أصحاب الملايين والعبيد في إمبراطورية روما، فبعض التجار الرأسماليين في آوغسبورغ أو نورنبرغ كان عند كل منهم ثروة تعادل 5.000.000 فرنك (25.000.000 دولار؟) واشترى الكثيرون مكانة بين الأرستقراطيين صاحبة الأرض وارتدوا دروعا عليها شعارهم وعوضوا احتقار الأشراف «بإسراف مبالغ فيه»، فقد كان أمبروسيوس هوخشتتر وفرانز باومگارتنر ينفقان 5.000 فلورين (125.000 دولار؟) على مأدبة واحدة أو يقامران في لعبة واحدة بمبلغ 10.000 فلورين، وقد أثارت بيوت رجال الأعمال الأغنياء الفاخرة الأثاث والزخارف الفنية استياء طبقة النبلاء ورجال الدين والدهماء على سواء، وانضم الوعاظ والكتاب والثوريون في ثورة عارمة ضد المحتكرين، وطالب يوهان گايلر فون كايزرسبرگ بأن «يطاردوا كالذئاب ما داموا لا يخشون الله ولا الناس وينشرون المجاعة والعطش والفقر». وميز اولريخ فون هوتن أربعة طوائف من اللصوص: لتجار وفقهاء القانون والقسس والفرسان، ورأى أن التجار إنما أخطر هؤلاء اللصوص جميعا. «وطالب مجلس الريخستاج في كولون كل السلطات المدنية بأن تتخذ الإجراءات» بحزم وشدة (ضد كل الشركات الرأسمالية التي تتوسل بالاحتكار والربا). وتكرر صدور مثل هذه القوانين من مجالس نيابية أخرى ولكن بلا جدوى؛ فقد كان بعض المشرعين أنفسهم يستثمرون أموالهم في المحلات التجارية الكبرى، وهدأت سورة غضب حماة القانون بمنحهم اسمها، كما أن كثيراً من المدن ازدهرت بنمو التجارة الحرة.
كانت ستراسبورج وكولمار وميتز وآوغسبورغ ونورنبرغ واولم وفيينا وراتيسبون (رجنزبورغ) وماينز وسبييار وفورمز وكولون وترير وبريمن ودورتموند وهامبورغ وماجدبورج ولوبيك وبرسلاو مراكز نشاط اقتصادي مزدهرة بالصناعة والتجارة والآداب والفنون. وكانت هي وسبعة وسبعون مدينة أخرى «مدناً حرة» أي مدناً تسن قوانينها الخاصة وترسل ممثلين لها للمجالس النيابية الإقليمية والإمبراطورية ولا تخضع سياسياً إلا للإمبراطور، وكان بدوره مديناً لها بالعون المالي أو العسكري إلى حد لا يستطيع معه أن يقيد حرياتها. وعلى الرغم من أن هذه المدن كانت تحكمها طوائف حرفية يسيطر عليها رجال الأعمال فإن كل واحدة منها تقريبا كانت حكومة تستهدف الصالح العام. وطبقا للطريقة التي تراعي مصلحة الجماعة وذلك إلى الحد الذي كانت فيه تنظم الإنتاج والتوزيع والأجور والأسعار وصفة السلعة بقصد حماية الضعيف من القوي وتوفير احتياجات المعيشة للجميع. ونحن نطلق عليها الآن بلاداً لا مدناً طالما أن عدد السكان لم يتجاوز في أي منها 52.000 نسمة ومع ذلك فقد كانت آهلة بالسكان كما كان الحال عليه قبل منتصف القرن التاسع عشر وأكثر ازدهاراً من أي عهد قبل غوته، وإينياس سيلفيوس وهو إيطالي مزهو بنفسه كتب عنها عام 1458 يقول:
لم تكن ألمانيا أغنى ولا أشد تألقا منها قبل اليوم. ويمكن أن يقال دون مبالغة أنه ليس في أوروبا بلد تبزها أو تفوقها في جمال مدنها فهي تبدو طلية جديدة كأنها شيدت بالأمس ولن تجد حرية زائدة مثل هذه في أية مدن أخرى..
ولا يمكن أن نجد مدينة في أوروبا أكثر فخامة من كولون بكنائسها العجيبة ومبنى البلدية فيها وأبراجها وقصورها ومواطنها المبجلين من أوساط الناس وجداولها العظيمة. كما أنه ليس ثمة مدينة في العالم تبز آوغسبورغ في الثروة. وفي فينا قصور وكنائس تحسدها حتى إيطاليا".
ولم تكن آوغسبورغ مركزا للمال في ألمانيا فحسب بل كانت أيضاً الحلقة التجارية الرئيسية التي تربط بنيها وبين إيطاليا المزدهرة آنذاك. وتجار آوغسبورغ هم الذين كان لهم الفضل في بناء وإدارة الفوندا كوتيديسكو في البندقية التي زين جدرانها جيورجيوني وتيتيان بصورهما الجصية، وكانت آوغسبورغ وثيقة الاتصال بإيطاليا حتى أنها رددت صدى النهضة الإيطالية، وآزر تجارها الأدباء والفنانين وأصبح بعض الرأسماليين بها مثالاً يحتذى في السلوك والثقافة إن لم يكن في الأخلاق. ومن ثم نجد أن كونراد پويتنگر Konrad Peutinger، وهو مأمور أو عمدة في سنة 1493، كان دبلوماسياً وتاجرا وأدبياً وفقيهاً وعالماً باللغتين اللاتينية واليونانية وأثرياً ورجل أعمال.
كانت نورنبرغ مركزا للفنون والحرف اليدوية أكثر منها للصناعة أو المال على نطاق واسع، وكانت طرقاتها لا تزال ملتوية حسب ما كان متبعا في القرون الوسطى تظللها طبقات بارزة أو شرفات، وأسقفها المغطاة بالقرميد الأحمر وجملوناتها العالية القمة ومشربياتها تكون صورة غير متناسقة في مهادها الريفي وجدول بجنيتز الضخم. ولم يكن الناس بها في بحبوحة من العيش كما هم في آوغسبورغ ولكنهم مبتهجون دمثو الخلق ويحبون اللهو والتبذل في مهرجانات مثل الكرنفال الذي يشتركون فيه كل عام ويرتدون فيه الأقنعة وأزياء التنكر ويرقصون. وهناك أخذ هانز ساكس وكبار المغنيين ينشدون ألحانهم المرحة، وارتقى ألبرخت دورر بالتصوير والحفر الألمانيين إلى ذروتهما، وهناك قام صاغة الذهب والفضة شمال الألب بصنع زهريات غالية الثمن وأوعية للكنيسة وتماثيل صغيرة، وهناك قام العاملون بالأشغال المدنية بتشكيل ألف تكوين للنبات والحيوان والإنسان من البرنز أو شكلوا الحديد في سياجات أو ستائر جميلة، وهناك كان قاطعو الخشب من الكثرة إلى حد يجعلنا نعجب كيف تيسرت لهم سبل العيش. وأصبحت كنائس المدن مخازن ومتاحف للفن لأن كل طائفة حرفية أو نقابة أو أسرة ثرية كانت ترسل عملا فنياً جميلاً إلى مزار قديس يحمي الزمار. واختار رجيومونتانوس مدينة نورنبرغ موطناً له وقال:"لأني أجد هناك دون صعوبة كل الأدوات الخاصة بعلم الفلك وإنه لأيسر لي هناك أن أظل على صلة بالمتعلمين في كل البلاد لأن نورنبرغ، بفضل رحلات تجارها المستمرة يمكن أن تعد مركزاً لأوربا. ومن مميزات نورنبرغ أن أشهر تجارها ڤيليبالد پيركهايمر كان أيضاً عالماً بالإنسانيات متحمساً وراعياً للفنون وصديقاً حميماً لدورر، وقد أطلق إرازموس على پيركهايمر:"فخر ألمانيا العظيم".

## بزوغ شمال ألمانيا
وعكرت صفو التجارة بين ألمانيا وإيطاليا رحلات فاسكو دا غاما وكولمبس وسيطرة الترك على بحر إيجة وحروب ماكسمليان مع البندقية، فانتقلت الصادرات والواردات الألمانية شيئاً فشيئاً على طول الأنهار الكبيرة إلى بحر الشمال وبحر البلطيق والمحيط الأطلسي وانتقلت الثروة والسلطان من آوغسبورغ ونورنبرغ إلى كولون وهامبورغ وبريمن وإلى أنتويرب بصفة خاصة. وشجع آل فوجر وآل ويلز هذا الاتجاه بأن جعلوا من أنتويرب مركزاً رئيسياً لعملياتهم. وأدت حركة المال والتجارة الألمانيين نحو الشمال إلى فصل شمال ألمانيا عن الاقتصاد الإيطالي ودعمت مركزها بحيث استطاعت حماية لوثر من الإمبراطور والبابا. ولعل جنوب ألمانيا ظل مخلصاً للكاثوليكية لأسباب مغايرة.